# Balys Gajauskas
Balys Gajauskas (* 24. Februar 1926 in Gražiškiai, Rajongemeinde Vilkaviškis; † 28. September 2017) war ein litauischer Politiker und Mitglied des Seimas.

## Leben
Balys Gajauskas lernte in Kaunas und machte das Abitur. Ab 1945 nahm er den Widerstand gegen die sowjetischen Besatzer auf. 1948 wurde Gajauskas festgenommen und zu 25 Jahren Lagerhaft verurteilt, die er in verschiedenen Lagern des Gulag verbüßte. Von 1949 bis 1956 war er in den Lagern Balchasch und Schesqasghan, von 1956 bis 1973 in Lagern von Mordwinien und schließlich – nach zwischenzeitlicher Haftentlassung – von 1978 bis 1987 im Lager Perm-36 inhaftiert. Erst 1988 kehrte er nach Litauen zurück. Von 1990 bis 1992 war er Mitglied des Atkuriamasis Seimas. Von 1991 bis 1992 leitete er die litauische Staatssicherheitbehörde Nacionalinė saugumo tarnyba. Bei der Seimas-Wahl war er Kandidat in der Liste von Lietuvių tautininkų sąjunga. Von 1989 bis 1997 leitete er  Lietuvos politinių kalinių ir tremtinių sąjunga (Union der Politischen Gefangenen und Deportierten).
1981 wurde Gajauskas mit dem internationalen Friedens- und Freiheitspreis ausgezeichnet.

## Familie
Gajauskas war verheiratet. Mit seiner Frau Irena Gajauskienė hatte er die Tochter Gražina Gajauskaitė.